# Kayalıoğlu, Akhisar
Kayalıoğlu là một thị trấn thuộc huyện Akhisar, tỉnh Manisa, Thổ Nhĩ Kỳ. Dân số thời điểm năm 2011 là 2.042 người.